# Willie Burns
Pour les articles homonymes, voir Burns.
 (mai 2015).
Willie Burns, de son vrai nom William Thomas Burnett (également connu sous les pseudonymes Black Deer, Grackle, Speculator) est un compositeur américain de musique électronique vivant à Brooklyn. Il est membre des labels Creme Organization (aux côtés notamment de Legowelt), L.I.E.S et The Trilogy Tapes,,,,,.